# 마빈스
마빈스는 멕시코, 호주, 베트남, 인도네시아, 나이지리아, 남아프리카 공화국의 6국가를 의미한다. 마빈스는 브릭스(BRICs)의 뒤를 이어 향후 10년 동안 세계를 이끌 것으로 예상되는 신흥 국가들이다. 마빈스의 6국가들은 공통적으로 방대한 영토를 가지고 있고, 엄청난 양의 천연자원이 매장되어 있으며, 높은 인구 증가율을 기록하고 있다. 마빈스의 국가들의 인구는 2050년까지 36%의 인구증가율을 기록하며 9억 명에 이를 것으로 예상된다. 이들 국가들은 또한 중미, 아프리카, 동남아 등 이제까지 세게 경제의 주류가 아니었던 지역의 대표적인 자원 강국이라는 공통점도 갖고 있다. 이 용어는 미국의 경제 분석을 전문적으로 하는 사이트인 비즈니스 인사이더에서 2001년에 사용되기 시작하였다. 